# Pon Radhakrishnan
Pon Radhakirishanan (nacido el 1 de marzo de 1952) es un político hindú de origen tamil, militante del Partido Popular Indio. Actualmente ejerce como Ministro de Finanzas y Ministro de Transporte Marítimo. Anteriormente, había ejercido como Ministro de Estado en Transporte de Carreteras y Autopistas en el gobierno de Narendra Modi. También había trabajado en los Ministerior de Asuntos Juveniles, Desarrollo Urbano y Alivio de la Pobreza durante el tercer gabinete de Atal Vajpayee. En 2014, fue elegido diputado del Lok Sabha (Cámara Baja), representando a la circunscripción de Kanyakumari, estado de Tamil Nadu.

## Carrera política
Pori Urundai Radhakrishnan ganó un escaño en las elecciones de Lok Sabha (Cámara Baja) de 1999 por la circunscripción de Nagercoil, y pasó a ser Ministro de Asuntos Juveniles durante el gobierno de Atal Vajpayee entre 1999 y 2004. Más tarde,ejerció como Ministro de Desarrollo Urbano y Alivio de la Pobreza. Radhakrishnan perdió sus candidaturas en las elecciones de 2004 y 2009.
Fue presidente del Partido Popular Indio en el estado de Tamil Nadu, el cual renunció posteriormente, cuando fue designado Ministro de Estado por el entonces Primer ministro Narendra Modi. En las elecciones generales de India de 2014, logra volver a obtener un escaño en el Lok Sabha, tras obtener 372.906 votos, y representando a la circunscripción de Kanyakumari. Estuvo en las noticias disipando el temor de los sindicatos y asociaciones sobre que Cochin Shipyard Limited iba a ser privatizado, ya que su importancia en el sector de defensa no tiene paralelo alguno, a raíz de su excesiva oferta pública de venta, y la construcción del majestuoso portaaviones INS Vikrant.

## Vida privada
Pon Radhakrishnan reside en Alathankarai, Nagercoil y es abogado de profesión.

## Elecciones

### Elecciones en el Lok Sabha (Cámara Baja)[7]
| Año  | Elección       | Partido               | Circunscripción | Resultado | Votos   | %       |
| ---- | -------------- | --------------------- | --------------- | --------- | ------- | ------- |
| 1991 | 10.º Lok Sabha | Partido Popular Indio | Nagercoil       | 3.º Lugar | 102.029 | 18.82%  |
| 1996 | 11.º Lok Sabha | Partido Popular Indio | Nagercoil       | Perdió    | 169.885 | 30.25%  |
| 1998 | 12.º Lok Sabha | Partido Popular Indio | Nagercoil       | Perdió    | 267.426 | 45.08%  |
| 1999 | 13.º Lok Sabha | Partido Popular Indio | Nagercoil       | Ganador   | 307.319 | 50.21%  |
| 2004 | 14.º Lok Sabha | Partido Popular Indio | Nagercoil       | Perdió    | 245.797 | 36.49%  |
| 2009 | 15.º Lok Sabha | Partido Popular Indio | Kanniyakumari   | Perdió    | 254.474 | 33.20 % |
| 2014 | 16.º Lok Sabha | Partido Popular Indio | Kanniyakumari   | Ganador   | 372.906 | 37.62 % |

## Historial de cargos públicos
- 1999 - Elegido diputado por primera vez en el 13.º Lok Sabha
- 1999 a 2000 - Miembro de la Comisión Permanente de Industrias
- 2000 - Miembro del Comité Consultivo del Ministerio de Transportes Terrestres
- 2000 a 2003 - Ministro de Asuntos Juveniles y Deportes
- 2003 -  Ministro de Desarrollo Urbano y Alivio de la Pobreza
- 2003 -  Ministro de Transporte de Carretera y Autopistas
- 2014 - Reelegido al 16° Lok Sabha (2.º período)
- 2014 a 2014 - Comisión de Industrias Pesadas y Empresas Estatales
- 2014 a 2017-  Ministro de Transporte de Carreteras y Autopistas y Ministro de Transporte Marítimo
- 2017 en adelante - Ministro de Finanzas y Ministro de Transporte Marítimo